# Stanley Nantais
Stanley Alphonse Nantais (Windsor, 25 luglio 1913 – Toronto, 26 gennaio 2004) è stato un cestista e allenatore di pallacanestro canadese.

## Carriera
Ha fatto parte della nazionale di pallacanestro del Canada che ha conquistato la medaglia d'argento alle Olimpiadi di Berlino 1936, ma non ha giocato alcuna partita e il suo nome non figura tra i premiati.
Dopo aver frequentato l'Assumption High School, Nantais passa all'Assumption University di Windsor, dove gioca dal 1933 al 1935; vince il titolo dell'Ontario e del Canada orientale 1935, ma perde la finale contro il Victoria Blue Ribbons. Nel 1935 passa ai Windsor Ford V-8's, che vince il titolo canadese nel 1936 e gli permette di prendere parte alle Olimpiadi.
Nel 1938 passa ai Windsor Alumni, con cui vince il campionato dell'Ontario nel 1939 e nel 1940. Alla fine della seconda stagione, si ritira.
Dal 1942 al 1955 Nantais allena la squadra dell'Assumption College. I suoi successi più importanti li conquista nei campionati regionali dell'Ontario: è campione nel 1945-46, nel 1946-47 (in entrambi i casi disputa le finali nazionali) e nel 1948-49. La squadra sconfisse anche gli Harlem Globetrotters. Negli anni quaranta, fu anche vicepresidente dell'Ontario Amateur Basketball Association. Fa parte della Hall of Fame canadese.